# Dustin Bates
Dustin Paul Bates (Salem, Ohio, 1980. december 27. –) amerikai énekes, dalszerző, producer, a Downplay és a Starset alapítója.
Bates érdeklődési körébe nagyban beletartozik az asztronómia. Tanult az Ohiói Egyetemen, végzett kutatásokat az Egyesült Államok Légierejének és az International Space Universityn tanított.

## Fiatalkora
Bates 1999-ben végzett a Salem Középiskolában, Ohióban. Szülővárosban tulajdonában van a The Side Door elnevezésű étterem, amit 2018-ban vásárolt meg 135 ezer dollárért.

## Downplay
Az együttest 2001-ben Salemben alapította Bates, és eredetileg csak bárokban lépett fel és feldolgozásokkal dolgozott. Az együttes később az Ohiói Egyetemre költözött, ahol ki is adták az első albumukat Saturday (2005) címen.
2007-ben Bates, néhány régi barátjával alapított egy indie rock lemezkiadót (True Anomaly Records, LLC), és egy egyalbumos szerződést kötött a Downplay-jel. Megjelent a második albumuk az A Day Without Gravity.
A harmadik album címe a munkálatok alatt Sleep volt, és 12 szám mellett még plusz kettő lett volna elérhető letöltésre az iTunes-ról és az Amazonról, a két iTunes bónusz nélkül. Májusban lett kész. 2011 októberében, miután kiderült, hogy az Epic-nél felvett album 2012-ig nem fog megjelenni, az együttes gyorsan stúdióba vonult és felvettek egy albumot, amit december 1-én adtak ki, mert a rajongóknak meg volt ígérve egy album még 2011-ben. Végül ez lett a harmadik stúdióalbumuk a Beyond the Machine. A hónap végén az Epic Records szerződést bontott a Downplay-jel, hogy legyen lehetősége az új tehetségkutató, a The X-Factor előadóiból válogatnia. Decemberben a Downplay kiadta az első videóklipjét a Digging It Out számhoz. A Beyond the Machine kiadása után, a Hated You From Hello-t a WWE használta a 2011-es Slammy Awards-on.
2012-ben megjelent két középlemezük The Human Condition és Radiocalypse címmel.
2013 júliusában jelent meg az eddigi utolsó albumuk, a Stripped.
Az album megjelenése után Bates bejelentette, hogy egy új projektbe kezd, és egy kisebb szünetet tart a Downplay.

## Starset
A Starsetet 2013-ban alapította Brock Richards, Ron DeChant és Adam Gilbert társaságában.

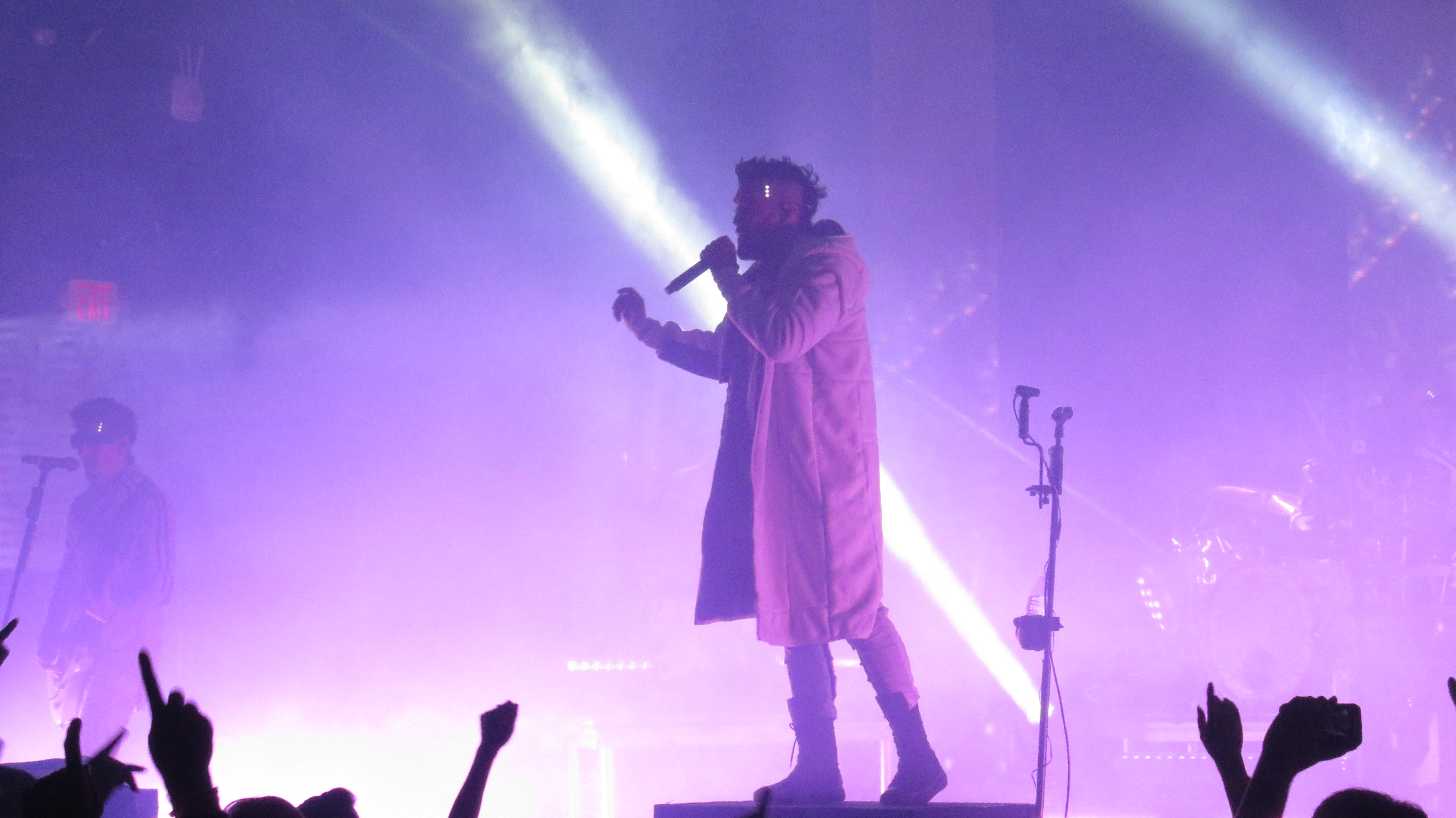
Bates, 2021-ben, a Starset egy columbusi koncertjén

Szintén ő találta ki az együttes háttértörténetét (ezt egy 250 oldalas könyvben is leírja, amely The Prox: Transmissions címen jelent meg), miszerint a Starsetet egy kezdeményezés részeként alapította a The Starset Society, amelynek célja, hogy felhívja a nyilvánosság figyelmét „Az Üzenet” tartalmára, amit a society egy rejtélyes jelként kapott az űrből. Az együttes – néhány kivétellel – úgy beszél a Starset Society-ről és a háttértörténetükről, mintha igaz lenne.
Első albumuk 2014 nyarán jelent meg Transmissions címen, ami 2014 legmagasabban debütáló rock albuma lett.

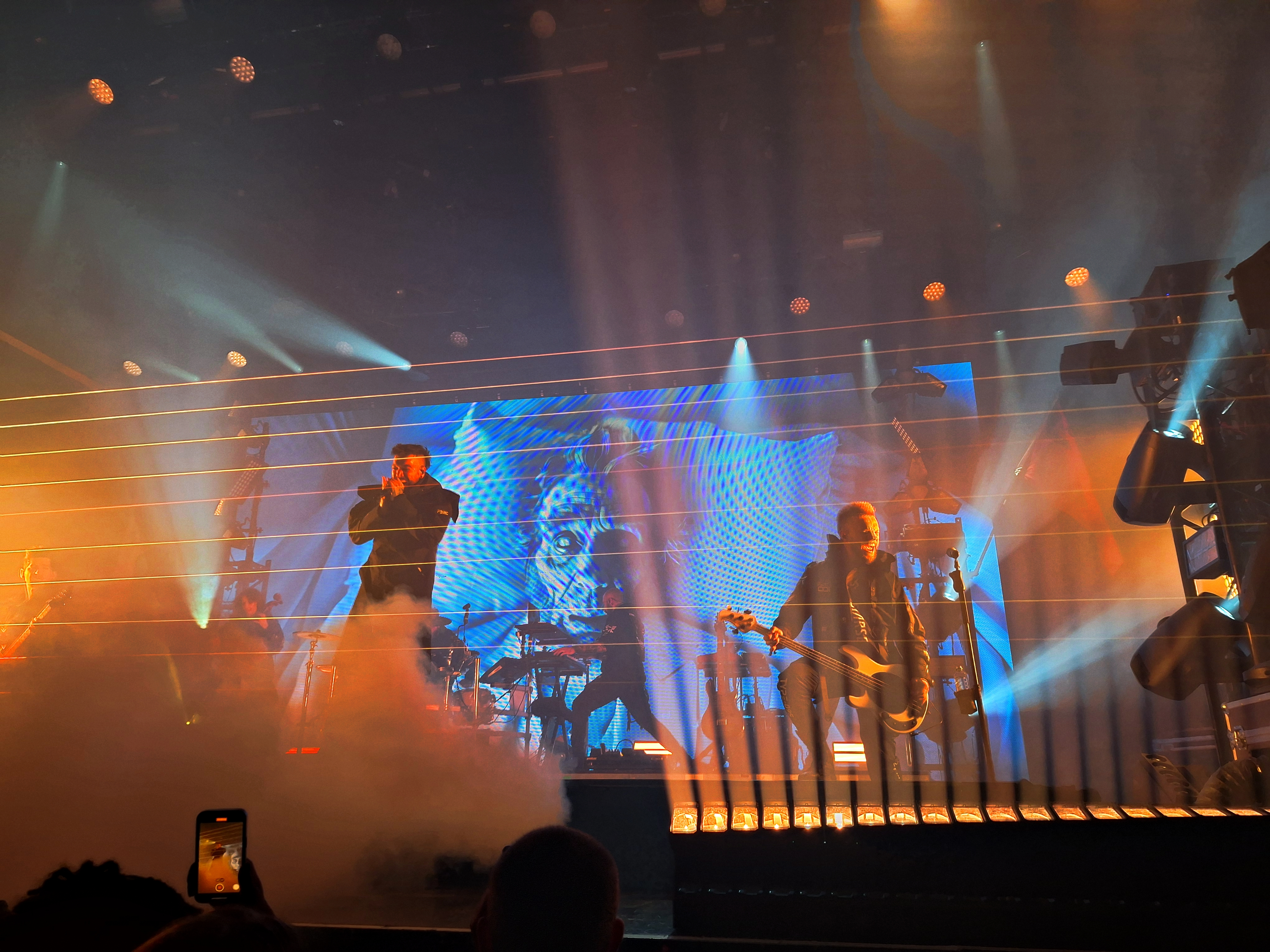
Bates (balra) Ron DeChanttal az együttes egyik 2024-es koncertjén

Második albumuk a Vessels, ami 2017 januárjában jelent meg, és hozta meg a nagy sikert az együttesnek (a Billboard 200-on a 11. helyen debütált).
Az együttesnek a Vessels 2.0 után, 2019-ben jelent meg új albuma DIVISIONS címmel, amelynek már a - dalszerzés, az ének és a dalszövegek írása mellett - producere is Bates volt.

## MNQN
Dustin Bates 2018 januárjában beszélt először a projektjéről, amely MNQN névre hallgat. Ebben az 1980-as évek retro zenéje, szintipopja, rap és modernebb dark-pop lesz keverve. Az albumot már egy éve tervezi, valószínűleg még 2018 februárjában befejezi, és ebben az évben meg fog jelenni. A hangzása miatt nem valószínű, hogy valaha is hallani fogjuk élőben az ezen szereplő számokat.
2018. november 12-én jelent meg az első MNQN-szám Animal Oddity címmel, egy videóklippel együtt.
A második MNQN szám három héttel az Animal Oddity után jelent meg Amphetamine címen. Ennek megjelenése után az énekes bejelentette, hogy bepereli a Sentience Corporation-t (az MNQN megalkotója a projekt háttértörténetében), mert felhasználták a hangját két számban is.
Az album, az Mnqn 2019. április 5-én jelent meg.

## Diszkográfia

### Downplay
- Saturday (2005)
- A Day Without Gravity (2007)
- Beyond the Machine (2011)
- Stripped (2013)
- Rise. Fall. Repeat (2009)
- Radiocalypse (2012)
- The Human Condition (2012)

### Starset
- Transmissions (2014)
- Vessels (2017)
- DIVISIONS (2019)
- Horizons (2021)

### MNQN
- Mnqn  (2019)